# Max Schultze
Max Johann Sigismund Schultze, född 25 mars 1825 i Freiburg im Breisgau, död 16 juni 1874 i Bonn, var en tysk histolog, en av grundläggarna av den moderna celläran.
Schultze var son till professorn i anatomi och fysiologi i Greifswald Karl August Sigismund Schultze (född 1795, död 1877), studerade medicin där och 1846–47 jämförande anatomi under Johannes Peter Müller i Berlin samt bevistade Ernst von Brückes och Friedrich Schlemms föreläsningar. Han blev 1849 medicine doktor i Greifswald samt 1850 prosektor vid anatomiska institutionen där och privatdocent. Han ägnade sig emellertid huvudsakligen åt zoologisk forskning, och för sitt grundläggande histologiska verk om virvelmaskar (1851) kallades han till filosofie hedersdoktor i Rostock, varjämte han av medicinska fakulteten i Berlin erhöll Blumenbachska resestipendiet. 
Under studier vid Adriatiska havets kust utförde Schultze bland annat en banbrytande undersökning över till urdjurens klass hörande foraminiferer och amöbadjur (Über den Organismus der Polythalamien, 1854), ett verk, som ställde honom jämsides med den zoologiska vetenskapens mera betydande målsmän och även bildar utgångspunkten för hans reformerande verksamhet på den allmänna cellärans område. Som extra ordinarie professor i anatomi vid universitetet i Halle 1854–1859 publicerade han betydelsefulla undersökningar, bland annat över nejonögats utveckling, fiskarnas elektriska organ samt framför allt över nervernas ändningssätt i sinnesorganen. I dessa arbeten framstår Schultze som en banbrytande mästare på histologins område. Hans ingående studier i kemi möjliggjorde hans djupt ingripande betydelse för den histologiska teknikens fortsatta fullkomnande. 
Men även som vetenskaplig lärare vann han utmärkelse och hängivna lärjungar, bland vilka märktes svenskarna Maximilian Victor Odenius och Axel Key. År 1859 efterträdde han Hermann von Helmholtz som professor i anatomi i Bonn, där han skapade en ny, modern institution åt sitt läroämne (1872) och utvecklade sin vetenskapliga förmågas yppersta verksamhet. Han utförde sin klassiska undersökning över näthinnans finaste sammansättning (1860) och trädde i det epokgörande arbetet Über Muskelkörperchen und das was man eine Zelle zu nennen habe (1861) i opposition mot den konventionella, av Theodor Schwann och de ledande fysiologerna omhuldade föreställningen om cellens allmänna byggnad och cellmembranens dominerande betydelse för cellens liv, och efter åtskilligt motstånd blev Schultzes åsikt, att protoplasman och ej cellmembranen är bärare av allt liv, den biologiska vetenskapens oförryckbara egendom. Samma arbete banade också väg för läran om de intercellulära substansernas, de metaplasmatiska strukturernas, härstamning från embryonala cellers protoplasma. 
År 1863 publicerade Schultze sitt mycket viktiga arbete över encelliga djurs och kort därefter även över de vita blodcellernas amöboida eller pseudopodierörelser, vilka vitala fenomen har utomordentligt stor biologisk betydelse, icke minst för fagocytosen, den av Ilja Metjnikov närmare utredda läran om sättet för de vita blodkropparnas bakterieförstörande förmåga. 
År 1865 började Schultze utge världens hittills förnämsta tidskrift för mikroskopisk forskning, "Archiv für mikroskopische Anatomie und Entwickelungsgeschichte", i vars andra band han publicerade ett av sina främsta litterära verk, nämligen sina undersökningar över näthinnans i ögat anatomi och fysiologi (Zur Anatomie und Physiologie der Retina, 1867). Han var en framstående tecknare och i hög grad musikalisk samt spelade utmärkt fiol. Han var ledamot av Svenska Läkaresällskapet.